# Etnobotânica indígena

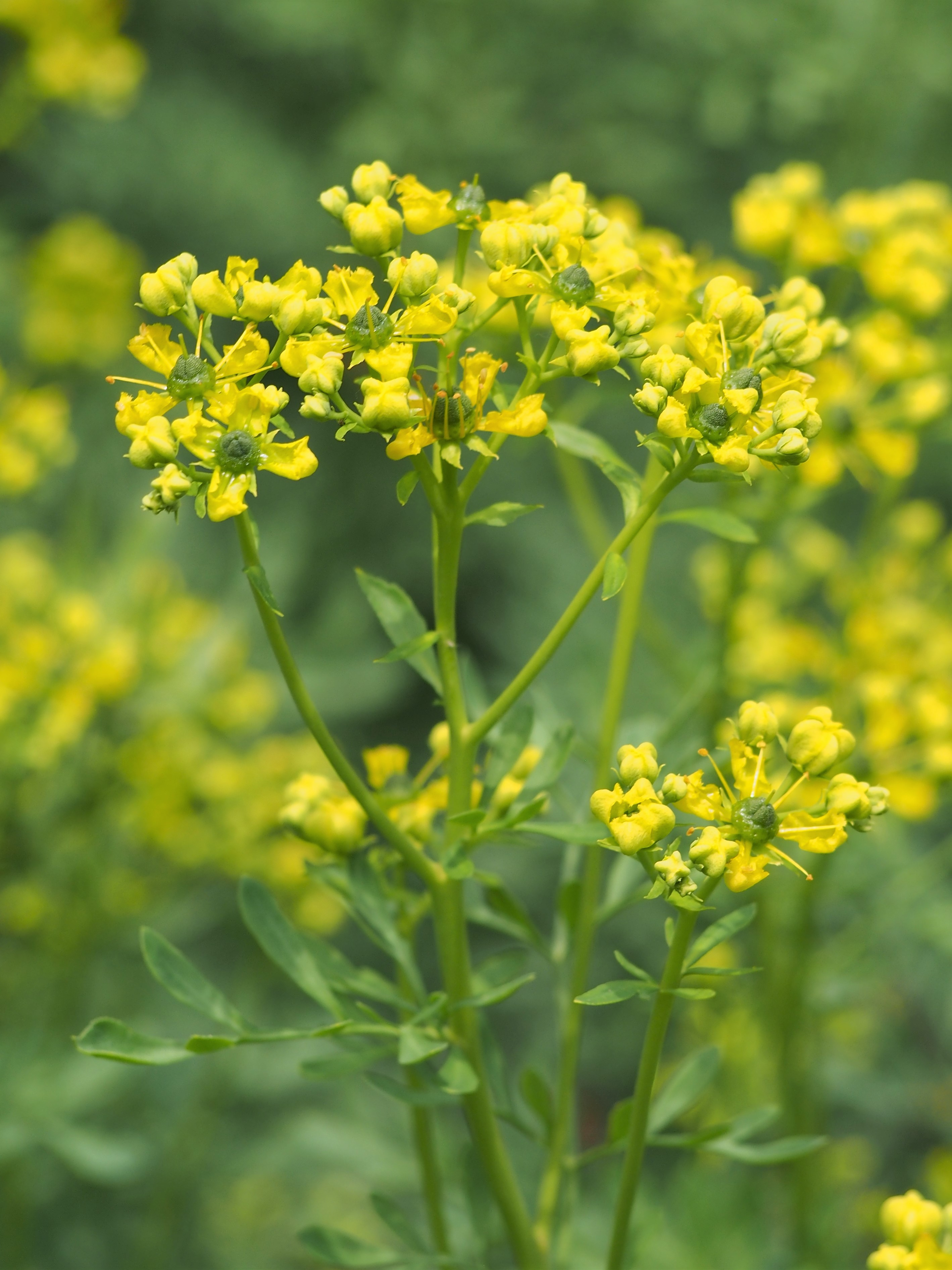
Rutaceae Ruta Graveolens L., ou arruda planta usada pela etnia Xucuru em banhos mediúnicos.

A etnobotânica se refere as pesquisas feitas a partir do conhecimento tradicional, no caso da etnobotânica indígena são levados em consideração a compreensão indígena acerca dos organismos fotossintetizantes.

## Etnobotânica Xucuru
A etnia Xucuru é uma das sete etnias indígenas do agreste de Pernambuco, é organizada de acordo com a seguinte hierarquia: o cacique, e  seu conselho formado por homens de confiança. Essa etnia está presente na região desde 1600 e mantém contato com outro grupos. Os Xucuru utilizam as plantas de diversas formas, a maior parte delas são destinadas a banhos mediúnicos, o resto é usado em adornos ritualísticos, fabricação de cigarro, etc.
| Taxon                                                         | Nome Vulgar          | Parte da planta usada | Uso               |
| Aspleniaceae Asplenium formosum Wild.                         | avenca mirim         | planta toda           | decocto           |
| Bignociaceae (não coletada)                                   | cruá pé branco       | folhas                | maceração em água |
| Euphorbiaceae Croton pulegioides Baill                        | zabelê               | folhas                | decocto           |
| Croton sonderianus Muell. Arg.                                | canelinha de caboclo | folhas                | maceração em água |
| Labiatae Ocimum basilicum L                                   | manjericão           | folhas                | maceração em água |
| Ocimum campechianum Mill                                      | alfavaca             | folhas                | decocto           |
| Hyptis cf. umbrosa (L.) Poit                                  | aleluia de serrote   | folhas                | maceração em água |
| Hyptis sp1.*                                                  | viçosa               | folhas                | decocto           |
| Hyptis sp2.*                                                  | alfazema de caboclo  | folhas                | maceração         |
| Leguminosae Myraxilum sp.*                                    | juduê                | cascas e folhas       | decocto           |
| Meliaceae Guarea guidonia (L.) Sleumer                        | jitó                 | folhas e cascas       | decocto           |
| Poaceae Piresia leptophylla Soders                            | acanfor de remédio   | planta toda           | decocto           |
| Polypodiaceae Microgramma vaccinifolia (Langs & Fich.) Copel. | salambaia            | planta toda           | decocto           |
| Rutaceae Ruta graveolens L.                                   | arruda               | folhas                | maceração em água |
| Verbenaceae Lippia cf. microphylla Cham.                      | alecrim de caboclo   | folhas                | decocto           |
| ------------------------------------------------------------- | -------------------- | --------------------- | ----------------- |

*Estéril